# Université d'État de Caroline du Nord
L'université d'État de Caroline du Nord (en anglais : North Carolina State University) est une université située à Raleigh en Caroline du Nord (États-Unis). La North Carolina State University ou NCSU fut fondée en 1887, sous le nom de North Carolina College of Agriculture and Mechanic Arts. L'université forme avec l'université Duke à Durham et l'université de Caroline du Nord à Chapel Hill un des angles du Research Triangle.
NCSU est actuellement dirigée par le chancelier Randy Woodson.
Dans le domaine sportif, le Wolfpack de North Carolina State défend les couleurs de l'université.

## Chiffres
Le campus a une surface 8,5 km2. Le score moyen obtenu au SAT est de 1193. On compte 25 étudiants pour un employé et trois hommes pour deux femmes. Il y a plus de 34 000 étudiants. Parmi ces étudiants, on trouve 84 % de caucasiens, 8 % d'Afro-Américains, 5 % d'Asiatiques, 2 % d'hispaniques et 0.5 % d'Indiens d'Amérique.
En 2011, l'école de commerce Skema Business School est la première et unique école française à ouvrir son propre campus aux États-Unis en partenariat avec la NCSU.

## Dirigeants
Présidents
- Alexander Q. Holladay (1889-1899)
- George T. Winston (1899-1908)
- Daniel H. Hill, Jr. (1908-1916)
- Wallace Carl Riddick (1916-1923)
- Eugene C. Brooks (1923-1934)

Doyen
- John W. Harrelson (1934-1945)

Chanceliers
- John W. Harrelson (1945-1953)
- Carey Hoyt Bostian (1953-1959)
- John T. Caldwell (1959-1975)
- Jackson A. Rigney (intérim, 1975)
- Joab Thomas (1975-1981)
- Nash Winstead (intérim, 1981-1982)
- Bruce Poulton (1982-1989)
- Larry K. Monteith (1989-1998)
- Marye Anne Fox (1998-2004)
- Robert Barnhardt (intérim, 2004)
- James L. Oblinger (2005-2010)
- Randy Woodson (en) (depuis 2010)

Voir aussi
- Dale Russell